# Pseudocreobotra wahlbergi
A Pseudocreobotra wahlbergi a rovarok (Insecta) osztályának fogólábúak (Mantodea) rendjébe, ezen belül a Hymenopodidae családjába tartozó faj.

## Előfordulása
A Pseudocreobotra wahlbergi előfordulási területe Afrika keleti és déli részein található.

## Megjelenése
A rovar átlagos hossza, körülbelül 38 milliméter. Az imágó potrohának alsó részén tüskés képződmények vannak. Az alapszíne példányonként változó, általában zöldes, de lehet sárgás, rózsaszínes és vöröses is. A szárnyfedőin egy 9-esre emlékeztető mintázat látható. A repülőszárnyai belül narancssárgásak, míg kívül átlátszóak. A két nem igen hasonlít egymásra; a különbséget a nőstény szárnyfedőin levő kis tüskék, a rövidebb csápok és a hosszabb szárnyak. A nőstény potroha 6- szelvényből áll, míg a hímé nyolcból. A nőstény a felnőtté váláshoz hétszer vedlik, míg a hím csak hatszor. A nimfa fekete, hangyához próbál hasonlítani.

## Életmódja
Védekezési célokból elsősorban elrejtőzik a környezetébe, azonban ha ez nem sikerül, akkor a széttárt szárnyain levő mintázattal megpróbálja elijeszteni ellenségét. Trópusi rovarként melegkedvelő; a 25–30 Celsius-fokos hőmérsékletet kedveli, de rövid ideig megtűri a 18 Celsius-fokot is. Főleg repülő rovarokra és pókokra vadászik, de a kannibalizmust sem veti el.

## Szaporodása
A nőstény párzás után petetokot rak le, amelyben akár 30-50 kis Pseudocreobotra wahlbergi is lehet.

## Képek

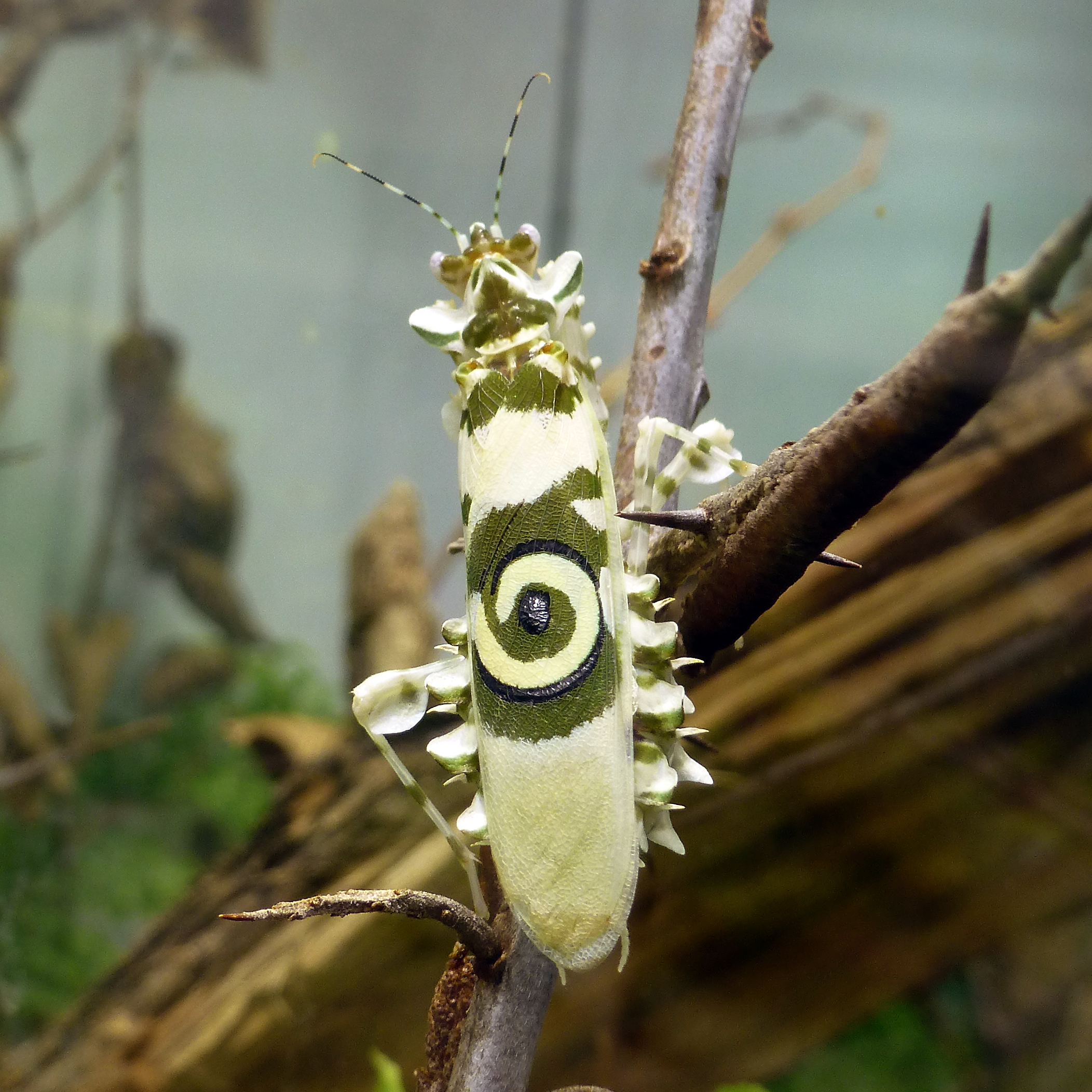
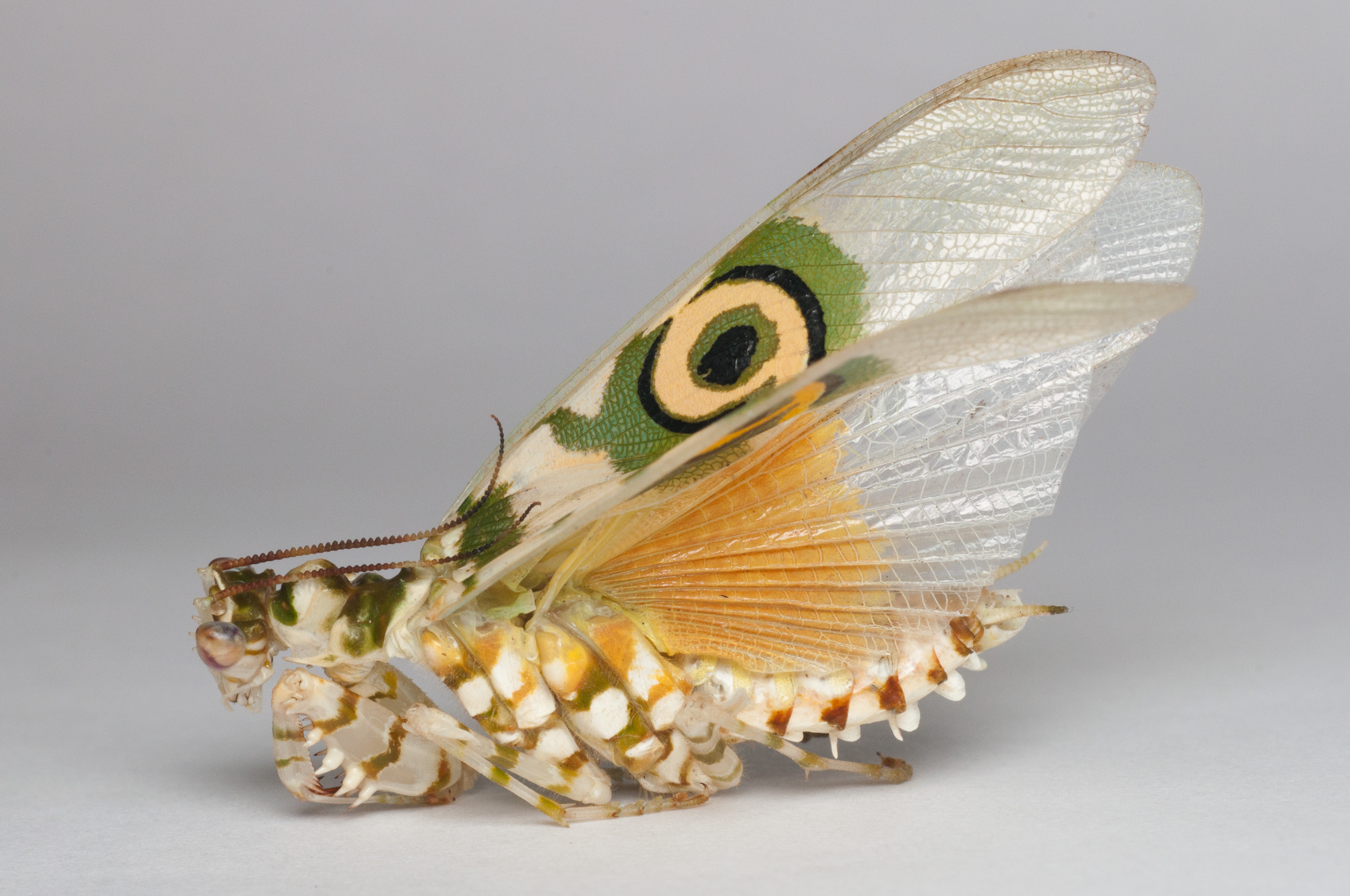
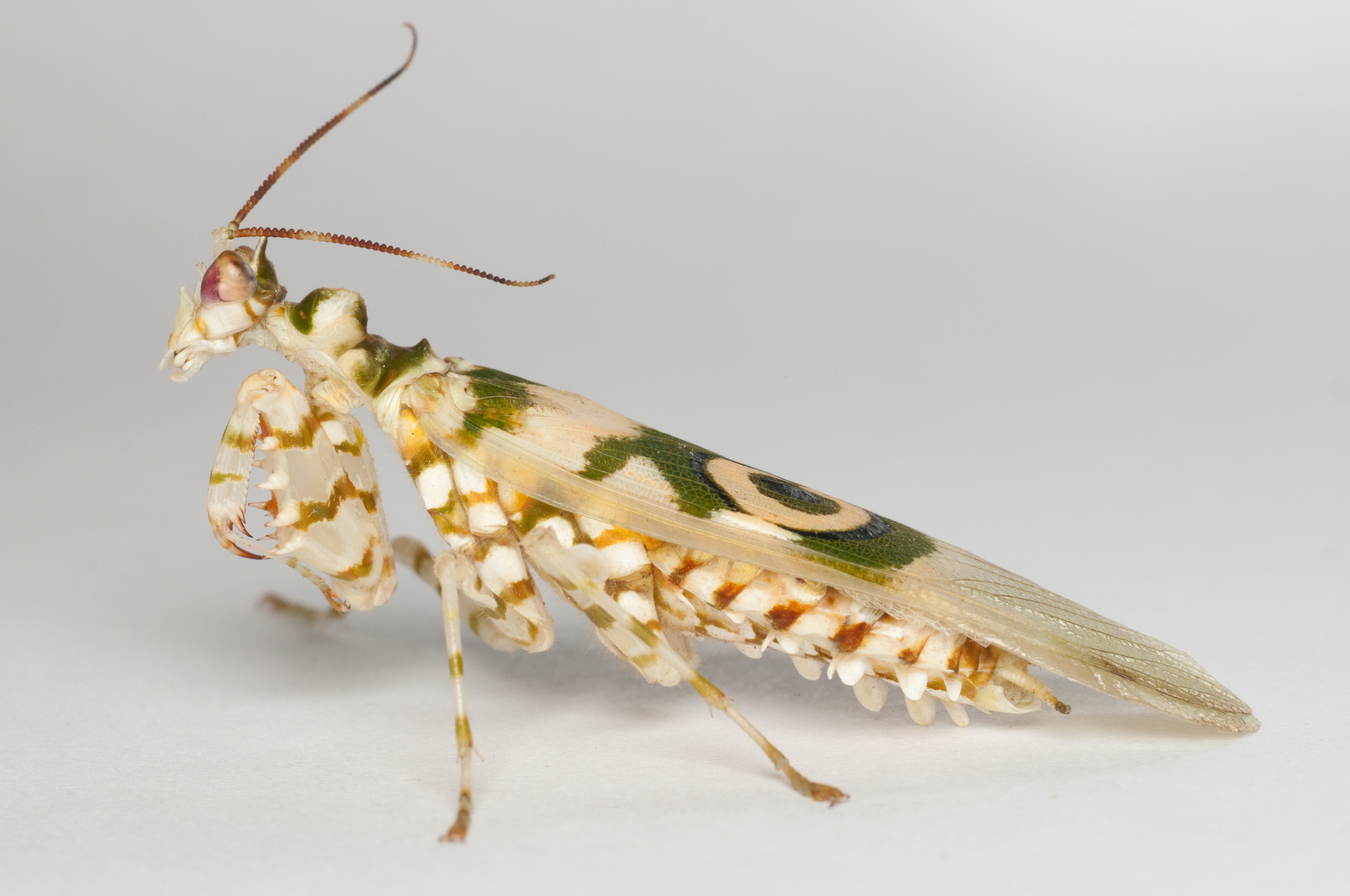
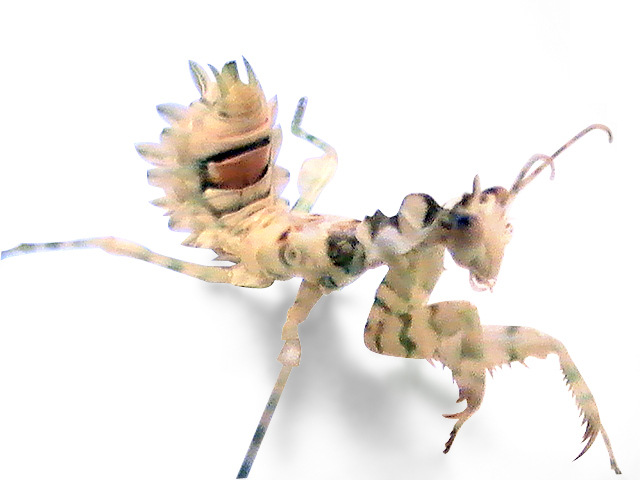
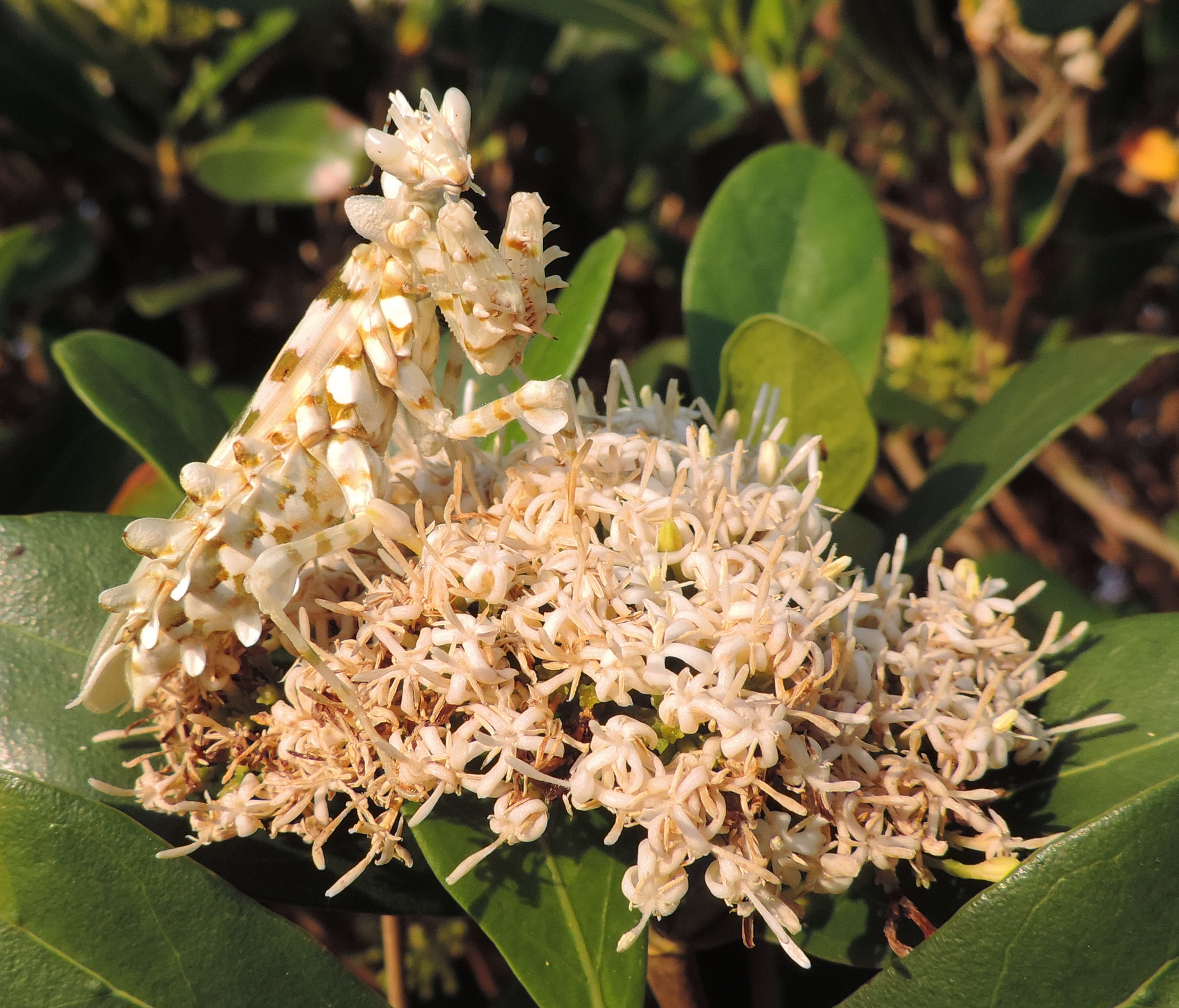
Elrejtőzve

## Fordítás
- Ez a szócikk részben vagy egészben  a   Pseudocreobotra wahlbergi című angol Wikipédia-szócikk ezen változatának fordításán alapul.  Az eredeti cikk szerkesztőit annak laptörténete sorolja fel. Ez a jelzés csupán a megfogalmazás eredetét és a szerzői jogokat jelzi, nem szolgál a cikkben szereplő információk forrásmegjelöléseként.